# Alphonse Milne-Edwards
Alphonse Milne-Edwards  (Parijs in Frankrijk, 13 oktober 1835  -  21 april 1900) was een Franse natuuronderzoeker en zoöloog (vooral ornitholoog en deskundige op het gebied van de kreeftachtigen).

## Biografie
Hij was de zoon van de natuuronderzoeker, dierkundige en  arts Henri Milne-Edwards (1800-1885). Alphonse werd opgeleid als arts en werkte daarna als assistent van zijn vader. In 1865 werd hij docent aan de École de pharmacie te Parijs en in 1876 nam hij de functie van zijn vader over aan het Muséum national d'histoire naturelle als hoogleraar in de ornithologie en hoofd van de afdeling voor zoogdieren en vogels. Hij werd specialist op het gebied van fossiele vogels en van marien onderzoek. In 1891 werd hij directeur. Hij bestudeerde onder andere fossiele schaaldieren en publiceerde veel over de morfologie van tienpotigen, met name de krabben en de Anomura. Verder schreef hij over onderzoekexpedities met schepen zoals de Blake, de Travailleur en de Talisman. In 1879 werd hij lid van de Académie des sciences en in 1885 een corresponderend lid van de Russische Academie van Wetenschappen in Sint-Petersburg. Na zijn dood nam Émile Oustalet (1844-1905) de functie van directeur van het Muséum national d'histoire naturelle over.

## Nalatenschap

### Taxonomische revisie van reuzenpanda
Pater Armand David (1826-1900) is de eerste die de reuzenpanda in 1869 beschreef en Ursus melanoleucus noemde. David deelde de panda dus in bij het geslacht Ursus (echte beren). Ongeveer een jaar later herzag Milne-Edwards deze naam. De verschillen ten opzichte van de echte beren waren te groot en daarom werd de wetenschappelijke naam Ailuropoda melanoleuca.

### Nieuwe vogelsoorten
Hij is de soortauteur, vaak samen met zijn opvolger Émile Oustalet van 16 soorten vogels waaronder Humblots vliegenvanger (Humblotia flavirostris). Hieronder zijn vijf soorten beschreven op grond van fossiele vondsten zoals de rodriguesral (Erythromachus leguati).

### Publicaties
- Histoire naturelle des animaux. Masson, Paris 1897.
- Notice sur quelques espèces d'oiseaux actuellement éteintes qui se trouvent représentées dans les collections du Muséum d’Histoire naturelle. Paris 1893.
- Crustacés. Gauthier-Villars, Paris 1891.
- Expéditions scientifiques du Travailleur et du Talisman pendant les années 1880, 1881, 1882, 1883. Masson, Paris 1888–1906.
- Eléments de l’Histoire naturelle des Animaux. Masson, Paris 1882.
- Notice sur les travaux scientifiques. Martinet, Paris 1879.
- Recherches pour servir à l’histoire naturelle des mammifères. Masson, Paris 1868–74.
- Recherches anatomiques et paléontologiques pour servir à l’histoire des oiseaux fossiles de la France. Massons, Paris 1867–71.
- Recherches sur la faune ornithologique éteinte des iles Mascareignes et de Madagascar. Masson, Paris 1866–73.
- Recherches anatomiques, zoologiques et paléontologiques sur la famille des Chevrotains. Martinet, Paris 1864.
- Rapport sur la production et l’emploi du sel en Angleterre... Paris 1850.

- Bibsys: 1048971
- Biblioteca Nacional de España: XX1245224
- Bibliothèque nationale de France: cb12365491n (data)
- Author citation (botany): Milne-Edw.
- Catàleg d'autoritats de noms i títols de Catalunya: 981058509720506706
- CiNii: DA15845381
- Stuttgart Database of Scientific Illustrators 1450–1950: 8831
- Gemeinsame Normdatei: 117578266
- International Standard Name Identifier: 0000 0001 2283 1778
- Library of Congress Control Number: n81127842
- Base Léonore: LH//1881/67
- Nationale Bibliotheek van Tsjechië: ola2017950213
- Nationale bibliotheek van Australië: 36586371
- Nationale Bibliotheek van Israël: 987007377036805171
- Nederlandse Thesaurus van Auteursnamen: 141510145
- Istituto Centrale per il Catalogo Unico: GEAV007773
- LIBRIS: 50680
- SNAC: w68d15rr
- Système universitaire de documentation: 075587572
- Trove: 1306834
- Virtual International Authority File: 95329068
- WorldCat: E39PBJht4vpVJBg46yG9xMpF8C